# ミゲル・レイナ
ミゲル・レイナ（Miguel Reina Santos, 1946年1月21日 - ）は、スペイン・コルドバ出身のサッカー選手。元スペイン代表である。ポジションはGK。
ビジャレアルCFに所属するペペ・レイナは息子である。

## 経歴
1974年、アトレティコ・マドリードはUEFAチャンピオンズカップの決勝に進出する。ベルギーのヘイゼル・スタジアムでバイエルン・ミュンヘンと対戦した彼らはルイス・アラゴネスの得点でリードしたが、試合終了直前、レイナがボールボーイにサインしている間にハンス＝ゲオルク・シュヴァルツェンベックに30mを超えるロングシュートを決められて引き分けた。再試合では4-0で敗れ、準優勝となった。

## 所属クラブ
- 1964-1966  コルドバCF
- 1966-1973  FCバルセロナ
- 1973-1980  アトレティコ・マドリード

## タイトル
- FCバルセロナ
  - コパ・デル・レイ 1968, 1971
- アトレティコ・マドリード
  - UEFAチャンピオンズカップ準優勝 1974
  - インターコンチネンタルカップ 1974
  - コパ・デル・レイ 1976
  - プリメーラ・ディビシオン 1977